# Harrison Ford
Harrison Ford (Chicago, 13 luglio 1942) è un attore statunitense.
Tra la fine degli anni 70 e l'inizio degli anni 90 del XX secolo ha partecipato ad alcuni dei film statunitensi di maggiore successo di quel periodo, lavorando per cineasti quali Francis Ford Coppola, George Lucas, Phillip Noyce, Ridley Scott, Steven Spielberg e Peter Weir. È stato candidato all'Oscar per il miglior attore per Witness - Il testimone nel 1986 ed ha ricevuto cinque candidature ai Golden Globe, una ai Premi BAFTA e una ai Premi Emmy.
Molti dei personaggi interpretati da Ford consistono in eroi duri, decisi ma sempre lievemente autoironici, tra i quali i più noti sono il contrabbandiere spaziale Ian Solo nella serie di Guerre stellari, l'archeologo Indiana Jones nell'omonimo franchise, il cacciatore di replicanti Rick Deckard in Blade Runner e Blade Runner 2049, il detective John Book in Witness - Il testimone, l'analista della CIA, Jack Ryan, in Giochi di potere e Sotto il segno del pericolo e il chirurgo Richard Kimble ne Il fuggitivo.

## Biografia
È nato a Chicago, nell'Illinois, da madre ebrea aschenazita di origine bielorussa, Dorothy Nidelman (1917-2004), e da padre cristiano cattolico di origini irlandesi e tedesche, John William "Christopher" Ford (1906-1999), ex attore, i quali lo educano da democratico senza indirizzarlo verso un particolare credo religioso.
I suoi nonni paterni erano: John Fitzgerald Ford (1881-1917) e Florence Veronica Niehaus, mentre i suoi nonni materni erano invece: Harrison Harry Nidelman ed Anna Nechama Lifschutz.
Si diploma alla Maine Township High School di Park Ridge nell'Illinois nel 1960, frequenta il Ripon College in Wisconsin, dove frequenta un corso di arte drammatica. L'ultimo anno, dopo essere stato bocciato nel corso di filosofia, viene espulso dalla scuola, tre giorni prima del diploma. A nulla vale la richiesta di una lettera di raccomandazione per il ritiro dell'espulsione al suo insegnante preferito, il dottor Tyree (ricordato nel film Indiana Jones e l'ultima crociata), che gliela rifiuta.

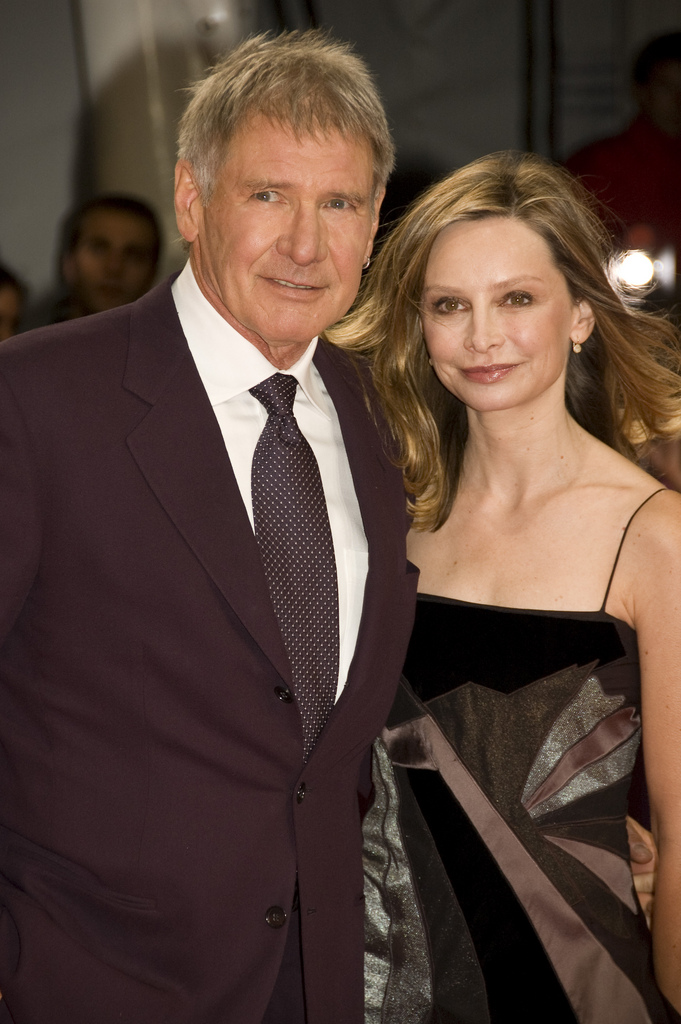
Harrison Ford nel 2009, assieme a Calista Flockhart (che diverrà l'anno successivo la sua terza moglie) al Festival del cinema americano di Deauville

È segretario del programma Young Eagle dell'Experimental Aircraft Association. Dona tempo e denaro in favore della causa ambientale. Partecipa anche alla Board of Directors of Conservation International. Sebbene non ami parlare in pubblico, in un'occasione ha parlato in favore delle popolazioni del Tibet, per opporsi all'entrata della Cina tra le nazioni amiche degli Stati Uniti a causa dell'occupazione cinese in Tibet. Si è dichiarato sostenitore dei diritti gay e favorevole al matrimonio tra persone dello stesso sesso.
Ford è anche un pilota di aerei ed elicotteri e possiede un ranch di 3,2 km2 a Jackson Hole nel Wyoming, metà del quale donato allo Stato come riserva naturale: in diverse occasioni ha personalmente offerto servizio di emergenza con l'elicottero in aiuto alle autorità locali; in una occasione ha portato in salvo un escursionista colto da disidratazione. Il 5 marzo 2015 è rimasto coinvolto in un incidente aereo nelle vicinanze di Venice, rimanendo ferito.

### Carriera

#### Gli inizi

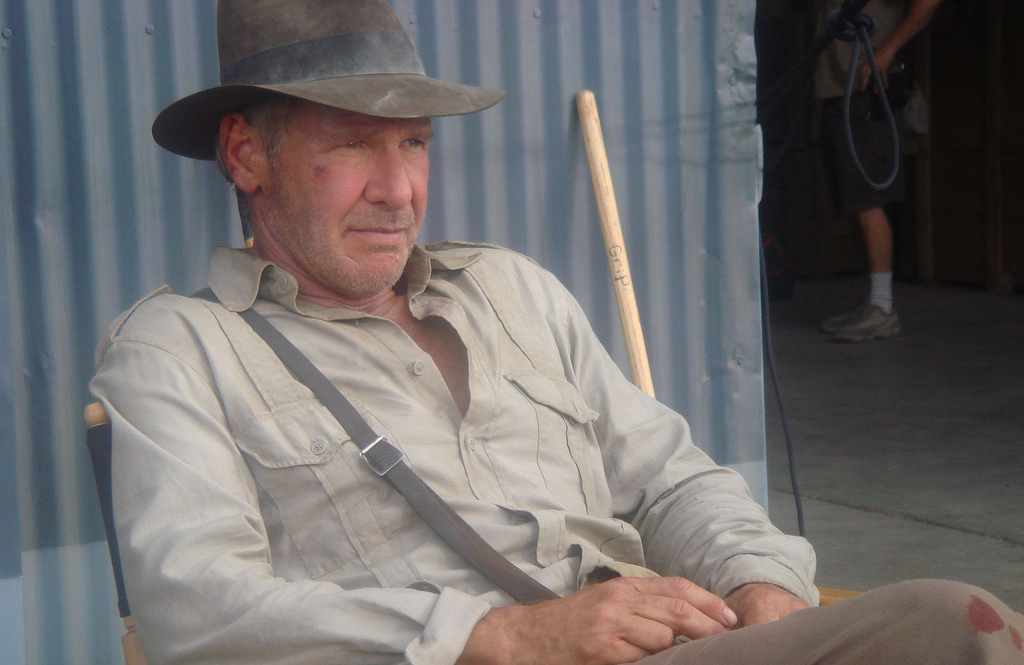
Harrison Ford nei panni dell'archeologo-avventuriero Indiana Jones, sul set di Indiana Jones e il regno del teschio di cristallo (2008)

Ford, che si definisce come «a sboccio ritardato», rimase affascinato dalla recitazione al college, dove divenne membro di una banda folk chiamata The Brothers Gross in cui suonava uno strumento artigianale. Fu anche membro della confraternita collegiale Sigma Nu. Nel 1963 partecipò come comparsa nel colossal La grande fuga (ha interpretato un giovane nazista nelle scene sul treno).
L'anno dopo sposò Mary Marquardt, la ragazza che frequentava al college, e i due si trasferirono a Los Angeles in California: qui ottenne un contratto da 150 dollari a settimana con la Columbia Pictures nell'ambito del programma di ricerca nuovi talenti dello studios, partecipando a tre film interpretando ruoli minori. Passò poi alla Universal Studios, dove ebbe ruoli minori per la televisione (Ford è citato come Harrison J. Ford per la partecipazione in un ruolo minore in un film western del 1967, Assalto finale, ma la J. nel nome non ha alcun significato, poiché Ford non possiede un secondo nome. L'aggiunta fu adottata per evitare confusione con un attore omonimo, morto nel 1957). Ebbe un cameo non accreditato nel film Zabriskie Point (1970) di Michelangelo Antonioni.

#### Il successo
Insoddisfatto del lavoro che gli veniva offerto, Ford divenne un falegname autodidatta (fu anche uno dei cameraman ai concerti tenuti dai Doors, nell'estate del 1968, all'Hollywood Bowl di Los Angeles e al Santa Clara County Fairgrounds di San Jose) per poter meglio mantenere la moglie e i due figli piccoli, fino alla svolta, giunta con American Graffiti di George Lucas; fu però Steven Spielberg a giudicare per primo Ford perfetto per la parte di Ian Solo in Guerre stellari, primo film dell'omonima serie di George Lucas che lo consacrò a divo del cinema.
Nel 1979 interpretò il colonnello Lucas in Apocalypse Now, diretto da Francis Ford Coppola. Ebbe anche un ruolo nel film Forza 10 da Navarone. Dopo il successo di Guerre stellari, nel 1980 tornò a interpretare Ian Solo nel sequel L'Impero colpisce ancora.

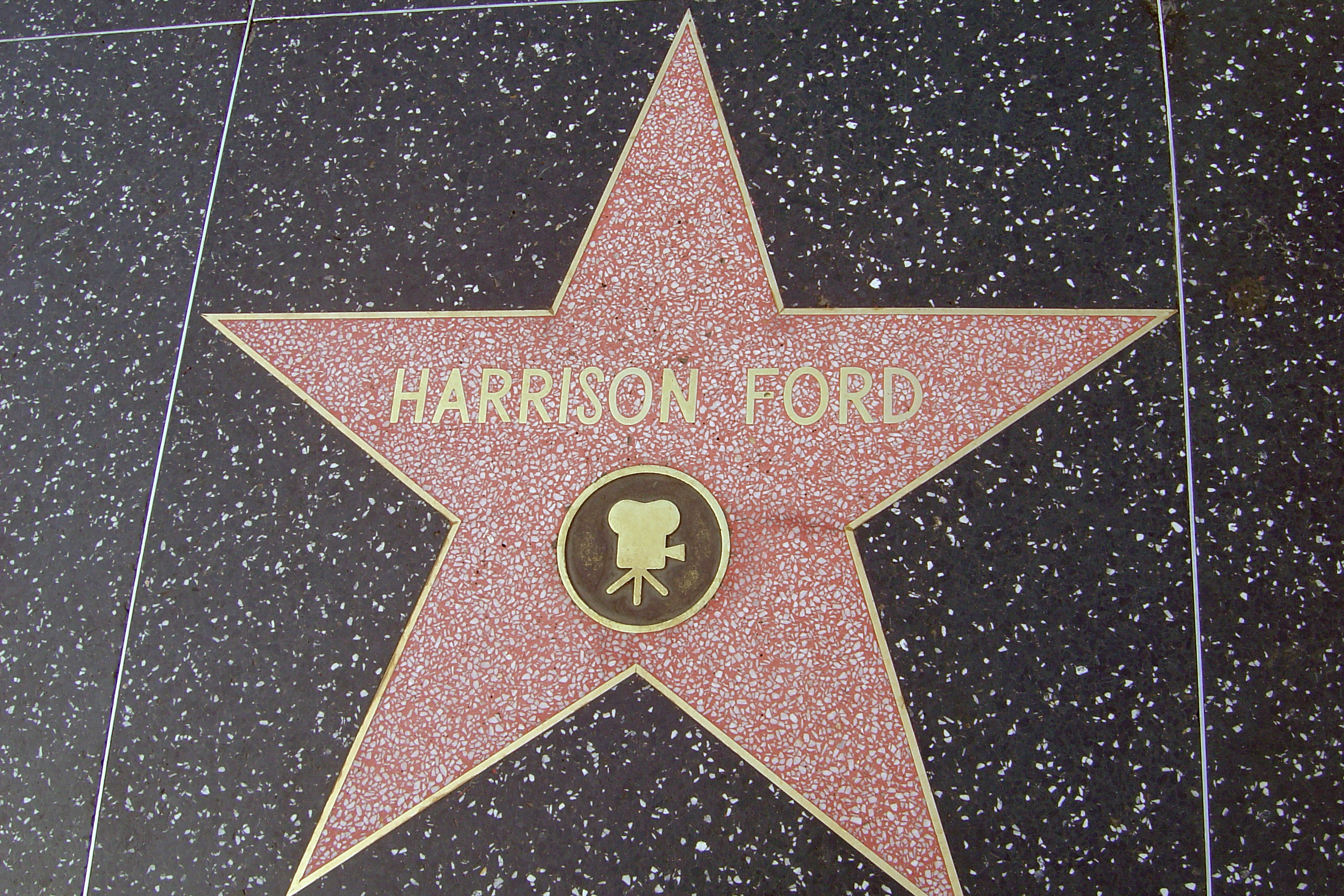
La stella dedicata a Ford sulla Hollywood Walk of Fame

Successivamente nel 1981 interpretò con successo Indiana Jones nel film I predatori dell'arca perduta, diretto da Steven Spielberg; il ruolo gli venne affidato per la rinuncia di Tom Selleck, legato alla serie televisiva Magnum, P.I.. L'anno seguente fu Rick Deckard in Blade Runner, considerato uno dei più riusciti film di fantascienza. Nel 1983 interpretò per la terza volta Ian Solo ne Il ritorno dello Jedi.
In seguito fu protagonista del fortunato prequel de I predatori dell'arca perduta, ovvero Indiana Jones e il tempio maledetto (1984), del thriller Witness - Il testimone ottenendo la sua unica nomination all'Oscar come migliore attore, mentre nel 1992 e nel 1994 interpretò il ruolo di Jack Ryan in Giochi di potere (la produzione rinunciò a scritturare di nuovo Alec Baldwin, sembra a causa del compenso troppo elevato richiesto dall'attore) e Sotto il segno del pericolo, tratti dai racconti di Tom Clancy. Nel 1989 impersonò per la terza volta Indiana Jones, al fianco di Sean Connery, in Indiana Jones e l'ultima crociata. Nel 1993 fu protagonista di Il fuggitivo insieme a Tommy Lee Jones. Recitò inoltre nel remake di Sabrina e in altri film ancora tra i quali Mosquito Coast di Peter Weir, in cui interpreta il ruolo di un inventore e Le verità nascoste del 2000, diretto da Robert Zemeckis, probabilmente l'unico film in cui recita in un ruolo da "cattivo", al fianco di Michelle Pfeiffer.

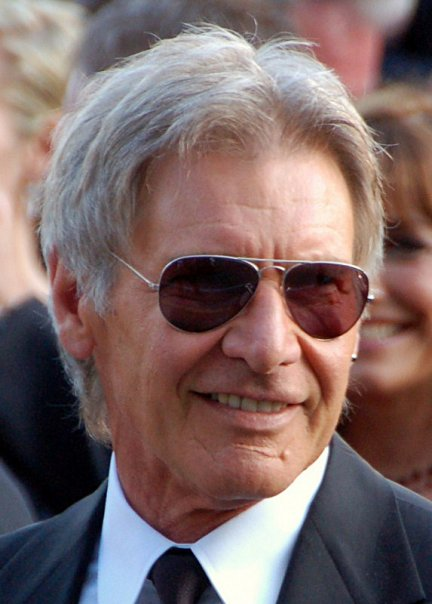
Harrison Ford al Festival di Cannes 2008

Il successo dei suoi film portò il Guinness Book of Records, nel 2001, a citare Ford come l'attore più ricco del mondo. La sua retribuzione per il film K-19 del 2002 fu di oltre 25 milioni di dollari, e gli incassi complessivi al botteghino dei film con Harrison Ford ammontano sinora a 13,8 miliardi di dollari, il risultato più alto di ogni altro attore nella storia del cinema. Ciò nonostante, tra il 2000 e il 2008 la sua carriera subì una momentanea flessione e Ford apparve solamente in cinque film.
Alla fine degli anni 2000 la sua carriera riceve nuovo impulso dal successo di Indiana Jones e il regno del teschio di cristallo, quarto capitolo della serie di Spielberg e Lucas. Nel 2011 affianca Daniel Craig in Cowboys & Aliens. Tornato fra gli attori più richiesti di Hollywood, nel solo 2013 appare nel biopic 42, interpretando poi il potente magnate Jock ne Il potere dei soldi, e infine il colonnello Graff nel fantasy Ender's Game. L'anno dopo è uno dei protagonisti de I mercenari 3 insieme a Sylvester Stallone, Arnold Schwarzenegger, Wesley Snipes, Mel Gibson e Antonio Banderas. Nel 2015 presta il volto al controverso William Jones in Adaline - L'eterna giovinezza, e, soprattutto, torna a rivestire dopo tre decenni i panni dell'anziano Ian Solo nel settimo capitolo della serie cinematografica di Guerre stellari, Il risveglio della Forza, diretto da J. J. Abrams; riprenderà il ruolo, in un cameo, anche nel successivo L'ascesa di Skywalker (2019).
Grazie a Il risveglio della Forza si riprende il primato di attore che ha incassato di più al box office americano, con 4750905625 $ totalizzati grazie a 41 film conteggiati; tale record era già appartenuto all'attore per molti anni, ma nel 2005 era passato a Samuel L. Jackson che lo aveva detenuto per undici anni. Nel 2017 riprende dopo trentacinque anni un altro suo storico personaggio, Rick Deckard di Blade Runner, recitando a fianco di Ryan Gosling nel sequel Blade Runner 2049 di Denis Villeneuve. Nel 2023 torna a interpretare per l'ultima volta il ruolo di Indiana Jones nel film Indiana Jones e il quadrante del destino, diretto da James Mangold.
Nel 2023, ha preso parte alla serie televisiva Shrinking per la piattaforma streaming Apple TV+, grazie alla quale ha ottenuto una candidatura al Premio Emmy per il miglior attore non protagonista in una serie commedia.

## Vita privata
Ford è stato sposato tre volte, la prima con Mary Marquardt dal 1964 fino al loro divorzio avvenuto nel 1979; con lei ha due figli, Benjamin (1967) e Willard (1969), rispettivamente nome e cognome del protagonista del film Apocalypse Now di Coppola, appunto Benjamin Willard (interpretato da Martin Sheen). Sul set di questo film (nel quale interpreta la piccola parte del colonnello Lucas) Ford conosce la sua futura seconda moglie, Melissa Mathison (sceneggiatrice di Black Stallion ed E.T. l'extra-terrestre), che in questa pellicola è l'assistente alla regia. Si sposa con Melissa nel 1983 e con lei ha due figli, Malcolm (1987) e Georgia (1991). Il matrimonio termina nel 2004 con un divorzio che è ricordato come uno dei più costosi della storia di Hollywood. Dal 2001 Ford è legato sentimentalmente alla collega Calista Flockhart, che sposa il 15 giugno 2010 in Nuovo Messico; ha in seguito adottato Liam, il figlio che la moglie Calista aveva precedentemente adottato nel 2001. Nel 1993, a 51 anni è diventato per la prima volta nonno di Eliel, figlio di Willard.

## Filmografia

### Cinema
- Alle donne piace ladro (Dead Heat on a Merry-Go-Round), regia di Bernard Girard (1966)
- Luv vuol dire amore? (Luv), regia di Clive Donner (1967)
- Assalto finale (A Time for Killing), regia di Phil Karlson (1967)
- 7 volontari dal Texas (Journey to Shiloh), regia di William Hale (1968)
- Zabriskie Point, regia di Michelangelo Antonioni (1970)
- L'impossibilità di essere normale (Getting Straight), regia di Richard Rush (1970)
- American Graffiti, regia di George Lucas (1973)
- La conversazione (The Conversation), regia di Francis Ford Coppola (1974)
- Guerre stellari (Star Wars), regia di George Lucas (1977)
- Heroes, regia di Jeremy Kagan (1977)
- Forza 10 da Navarone (Force 10 from Navarone), regia di Guy Hamilton (1978)
- American Graffiti 2 (More American Graffiti), regia di Bill L. Norton (1979) – cameo
- Apocalypse Now, regia di Francis Ford Coppola (1979)
- Una strada, un amore (Hanover Street), regia di Peter Hyams (1979)
- Scusi, dov'è il West? (The Frisco Kid), regia di Robert Aldrich (1979)
- L'Impero colpisce ancora (The Empire Strikes Back), regia di Irvin Kershner (1980)
- I predatori dell'arca perduta (Raiders of the Lost Ark), regia di Steven Spielberg (1981)
- Blade Runner, regia di Ridley Scott (1982)
- Il ritorno dello Jedi (Return of the Jedi), regia di Richard Marquand (1983)
- Indiana Jones e il tempio maledetto (Indiana Jones and the Temple of Doom), regia di Steven Spielberg (1984)
- Witness - Il testimone (Witness), regia di Peter Weir (1985)
- Mosquito Coast, regia di Peter Weir (1986)
- Frantic, regia di Roman Polański (1988)
- Una donna in carriera (Working Girl), regia di Mike Nichols (1988)
- Indiana Jones e l'ultima crociata (Indiana Jones and the Last Crusade), regia di Steven Spielberg (1989)
- Presunto innocente (Presumed Innocent), regia di Alan Pakula (1990)
- A proposito di Henry (Regarding Henry), regia di Mike Nichols (1991)
- Giochi di potere (Patriot Games), regia di Phillip Noyce (1992)
- Il fuggitivo (The Fugitive), regia di Andrew Davis (1993)
- Jimmy Hollywood, regia di Barry Levinson (1994) – non accreditato
- Sotto il segno del pericolo (Clear and Present Danger), regia di Phillip Noyce (1994)
- Sabrina, regia di Sydney Pollack (1995)
- Cento e una notte (Les cent et une nuits de Simon Cinéma), regia di Agnès Varda (1995) – se stesso
- L'ombra del diavolo (The Devil's Own), regia di Alan Pakula (1997)
- Air Force One, regia di Wolfgang Petersen (1997)
- Sei giorni, sette notti (Six Days Seven Nights), regia di Ivan Reitman (1998)
- Destini incrociati (Random Hearts), regia di Sydney Pollack (1999)
- Le verità nascoste (What Lies Beneath), regia di Robert Zemeckis (2000)
- K-19 (K-19: The Widowmaker), regia di Kathryn Bigelow (2002)
- Hollywood Homicide, regia di Ron Shelton (2003)
- Firewall - Accesso negato (Firewall), regia di Richard Loncraine (2006)
- Indiana Jones e il regno del teschio di cristallo (Indiana Jones and the Kingdom of the Crystal Skull), regia di Steven Spielberg (2008)
- Crossing Over, regia di Wayne Kramer (2009)
- Brüno, regia di Larry Charles (2009) – non accreditato
- Misure straordinarie (Extraordinary Measures), regia di Tom Vaughan (2010)
- Il buongiorno del mattino (Morning Glory), regia di Roger Michell (2010)
- Cowboys & Aliens, regia di Jon Favreau (2011)
- 42 - La vera storia di una leggenda americana (42), regia di Brian Helgeland (2013)
- Ender's Game, regia di Gavin Hood (2013)
- Il potere dei soldi (Paranoia), regia di Robert Luketic (2013)
- Anchorman 2 - Fotti la notizia (Anchorman 2: The Legend Continues), regia di Adam McKay (2013)
- I mercenari 3 (The Expendables 3), regia di Patrick Hughes (2014)
- Adaline - L'eterna giovinezza (The Age of Adaline), regia di Lee Toland Krieger (2015)
- Star Wars - Il risveglio della Forza (Star Wars: The Force Awakens), regia di J. J. Abrams (2015)
- Blade Runner 2049, regia di Denis Villeneuve (2017)
- Star Wars - L'ascesa di Skywalker (Star Wars: The Rise of Skywalker), regia di J. J. Abrams (2019) – cameo
- Il richiamo della foresta (The Call of the Wild), regia di Chris Sanders (2020)
- Indiana Jones e il quadrante del destino (Indiana Jones and the Dial of Destiny), regia di James Mangold (2023)
- Captain America: Brave New World, regia di Julius Onah (2025)

### Televisione
- Il virginiano (The Virginian) – serie TV, 2 episodi (1967)
- Ironside – serie TV, episodio 1x13 (1967)
- Tony e il professore (My Friend Tony) – serie TV, episodio 1x06 (1969)
- F.B.I. (The F.B.I.) – serie TV, 2 episodi (1969)
- Love, American Style – serie TV, episodio 1x09 (1969)
- The Intruders, regia di William Graham – film TV (1970)
- Dan August – serie TV, episodio 1x22 (1971)
- Gunsmoke – serie TV, episodi 18x11-18x20 (1972-1973)
- Kung Fu – serie TV, episodio 2x18 (1974)
- Petrocelli – serie TV, episodio 1x04 (1974)
- Judgment: The Court Martial of Lieutenant William Calley, regia di Lee Bernhardi e Stanley Kramer – film TV (1975)
- Dinastia (Dynasty), regia di Lee Philips – film TV (1976)
- I posseduti (The Possessed), regia di Jerry Thorpe – film TV (1977)
- The Star Wars Holiday Special, regia di Steve Binder – film TV (1978)
- Le avventure del giovane Indiana Jones (The Young Indiana Jones Chronicles) – serie TV, episodio 2x05 (1993)
- 1923 – serie TV, 14 episodi (2022-2025)
- Shrinking – serie TV (2023-in corso)

### Doppiatore
- LEGO Star Wars: Il risveglio della Forza (Lego Star Wars: The Force Awakens, 2016) – videogioco
- Pets 2 - Vita da animali (The Secret Life of Pets 2), regia di Chris Renaud (2019)

## Riconoscimenti
- Premio Oscar
  - 1986 – Candidatura al miglior attore protagonista per Witness - Il testimone[18]
- Golden Globe[19]
  - 1986 – Candidatura al miglior attore in un film drammatico per Witness - Il testimone
  - 1987 – Candidatura al miglior attore in un film drammatico per Mosquito Coast
  - 1994 – Candidatura al miglior attore in un film drammatico per Il fuggitivo
  - 1996 – Candidatura al miglior attore in un film commedia o musicale per Sabrina
  - 2002 – Golden Globe alla carriera
  - 2025 – Candidatura al miglior attore non protagonista in una serie televisiva per Shrinking
- BAFTA
  - 1986 – Candidatura al miglior attore protagonista per Witness - Il testimone[20]
- Premio Emmy
  - 2025 – Candidatura al miglior attore non protagonista in una serie commedia per Shrinking[18]
- Festival di Cannes
  - 2023 – Palma d'oro onoraria[21]
- MTV Movie Awards
  - 1994 – Candidatura alla miglior performance maschile per Il fuggitivo
  - 1994 – Miglior coppia (condiviso con Tommy Lee Jones) per Il fuggitivo
  - 1998 – Candidatura al miglior combattimento (condiviso con Gary Oldman) per Air Force One
- Saturn Award
  - 1978 – Candidatura al miglior attore per Guerre stellari
  - 1982 – Miglior attore per I predatori dell'arca perduta
  - 1985 – Candidatura al miglior attore per Indiana Jones e il tempio maledetto
  - 1991 – Candidatura al miglior attore per Indiana Jones e l'ultima crociata
  - 1996 – Life Achievement Award
  - 2009 – Candidatura al miglior attore per Indiana Jones e il regno del teschio di cristallo
  - 2012 – Candidatura al miglior attore non protagonista per Cowboy & Aliens
  - 2014 – Candidatura al miglior attore non protagonista per Ender's Game
  - 2016 – Miglior attore per Star Wars - Il risveglio della Forza
  - 2018 – Candidatura al miglior attore non protagonista per Blade Runner 2049
  - 2024 - Miglior attore per Indiana Jones e il quadrante del destino
- People's Choice Awards
  - 1980 – Candidatura alla miglior star maschile cinematografica
  - 1981 – Candidatura alla miglior star maschile cinematografica
  - 1982 – Candidatura alla miglior star maschile cinematografica
  - 1983 – Candidatura alla miglior star maschile cinematografica
  - 1998 – Migliore star maschile cinematografica
  - 1999 – Migliore star maschile cinematografica di tutti i tempi
  - 2000 – Migliore star maschile cinematografica
  - 2009 – Candidatura alla miglior star maschile cinematografica per Indiana Jones e il regno del teschio di cristallo
  - 2009 – Candidatura alla miglior intesa (condivisa con Shia LaBeouf) per Indiana Jones e il regno del teschio di cristallo
  - 2012 – Candidatura alla miglior icona cinematografica

### Altri riconoscimenti
- 1999 – Life Achievement Award dell'American Film Institute.
- 2003 – Stella nella Hollywood Walk of Fame, di fronte al Kodak Theater, al numero 6801 di Hollywood Boulevard.
- 2008 – Nomina a general trustee dall'Archaeological Institute of America.

## Doppiatori italiani
Nelle versioni in italiano delle opere in cui ha recitato, Harrison Ford è stato doppiato da:
- Michele Gammino ne I predatori dell'arca perduta, Blade Runner, Frantic, Indiana Jones e l'ultima crociata, Presunto innocente, A proposito di Henry, Giochi di potere, Il fuggitivo, Jimmy Hollywood, Sotto il segno del pericolo, Sabrina, L'ombra del diavolo, Air Force One, Sei giorni, sette notti, Destini incrociati, Le verità nascoste, K-19, Hollywood Homicide, Firewall - Accesso negato, Indiana Jones e il regno del teschio di cristallo, Crossing Over, Brüno, Misure straordinarie, 42 - La vera storia di una leggenda americana, Ender's Game, Il potere dei soldi, Anchorman 2 - Fotti la notizia, I mercenari 3, Adaline - L'eterna giovinezza, Star Wars - Il risveglio della Forza, Spielberg[22], Blade Runner 2049, Star Wars - L'ascesa di Skywalker, Il richiamo della foresta, 1923, Shinking, Indiana Jones e il quadrante del destino[23], Captain America: Brave New World
- Gino La Monica in Indiana Jones e il tempio maledetto, Witness - Il testimone, Mosquito Coast, Le avventure del giovane Indiana Jones, Il buongiorno del mattino, Cowboys & Aliens
- Stefano Satta Flores in Guerre stellari[24], Scusi, dov'è il West?, L'Impero colpisce ancora, Il ritorno dello Jedi[24]
- Pino Colizzi in Assalto finale, La conversazione
- Vittorio Stagni in Alle donne piace ladro
- Oreste Lionello in Zabriskie Point
- Renato Cortesi in L'impossibilità di essere normale
- Piero Tiberi in Kung Fu
- Willy Moser in American Graffiti[25]
- Roberto Rizzi in Forza 10 da Navarone
- Silvio Anselmo in American Graffiti 2
- Manlio De Angelis in Apocalypse Now
- Luciano Melani in Una strada, un amore
- Luca Biagini in Una donna in carriera
- Fabio Boccanera in Apocalypse Now Redux
- Pino Insegno in I predatori dell'arca perduta (ridoppiaggio)

Da doppiatore è stato sostituito da:
- Michele Gammino in LEGO Star Wars: Il risveglio della Forza, Pets 2 - Vita da animali